# 土耳其裔哈萨克斯坦人
土耳其裔哈萨克斯坦人，是指有土耳其人血統，但出生与生活在哈萨克的少数民族；多数生活在哈萨克西部。

## 历史
他们有些是在土耳其帝国时代来到哈萨克，更多的是1944年被斯大林强行由格鲁吉亚西南搬迁的麦斯赫特土耳其人。他们职业多数是畜牧与农业。1989年人口普查中占人口23.8%（207,629人）。因为有些回归土耳其，人口持續下降。2005年人口約150,000左右，在阿拉木图約有45,000人，南哈萨克斯坦州約有40,000，江布尔州約36,000，還有10,000人在克孜勒奥尔达州。

## 教育
1993年，在土耳其赞助下成立了和卓阿赫马德·阿萨维大学，有20,000名学生，是哈萨克國內的一流大学。另全国有28间土耳其支持下成立的土耳其裔哈萨克斯坦人中学。在阿拉木图有教土耳其语的教育中心。